# Adolf Tobler
Adolf Tobler (Hirzel, 24 maggio 1835 – Berlino, 18 marzo 1910) è stato un linguista e filologo svizzero.
Allievo di Friedrich Christian Diez, realizzò assieme a Erhard Lommatzsch un fondamentale vocabolario storico del francese antico: l'Altfranzösisches Wörterbuch. Elaborò contemporaneamente a Adolfo Mussafia, ma indipendentemente da lui, la cosiddetta Legge Tobler-Mussafia. Fu un eminente filologo romanzo del secondo Ottocento.